# Дембова-Лонка (гмина)
Дембова-Лонка (пол. Dębowa Łąka) — сельская гмина (волость) в Польше, входит как административная единица в Вомбжезненский повет, Куявско-Поморское воеводство. Население — 3192 человека (на 2004 год).

## Сельские округа
1. Дембова-Лонка
2. Куркоцин
3. Липница
4. Лобдово
5. Мале-Пулково
6. Недзведзь
7. Вельке-Пулково
8. Вельке-Радовиска

## Соседние гмины
1. Гмина Боброво
2. Гмина Голюб-Добжинь
3. Гмина Ковалево-Поморске
4. Гмина Ксёнжки
5. Гмина Вомбжезьно